# Sergio De Julio
Sergio De Julio (Napoli, 7 ottobre 1939) è un politico italiano.

## Biografia
Laureato in Ingegneria Elettrotecnica presso l'Università di Napoli nel 1963, ha conseguito il titolo di dottore di ricerca in ingegneria presso l'Università della California a Los Angeles nel 1968. È stato professore ordinario di Ricerca Operativa presso l'Università della Calabria dal 1975 al 1998, ricoprendo il ruolo di Preside della Facoltà di Ingegneria dal 1976 al 1978. Dal 1998 al 2001 è stato professore ordinario di Ricerca Operativa presso l'Università degli Studi di Roma Tor Vergata.
Fu eletto deputato per il Partito Comunista Italiano alle elezioni politiche del 1987, in cui ricevette 47.827 voti di preferenza, facendo parte del gruppo parlamentare della Sinistra Indipendente. Nel 1992 terminò il mandato parlamentare; tornò alla Camera in occasione delle elezioni politiche del 1994, quando fu eletto con i Progressisti nel collegio di Rende. Membro di Alleanza Democratica, ad inizio legislatura aderisce al gruppo dei Progressisti.
Dopo la conclusione della legislatura, nel 1996, fu nominato presidente dell'Agenzia Spaziale Italiana, incarico che mantenne sino al 2001. 
Successivamente si avvicinò ai Partito dei Comunisti Italiani, con cui si candidò alle elezioni regionali in Calabria del 2005 senza tuttavia essere eletto.
Dal 2002 al 2013 è stato presidente di Exeura, spin-off dell’Università della Calabria.